# Đường công danh của Nikodem Dyzma (phim, 1980)
Đường công danh của Nikodem Dyzma (tiếng Ba Lan: Kariera Nikodema Dyzmy) là một phiên bản truyền hình của tiểu thuyết cùng tên do Jan Rybkowski và Marek Nowicki, ra mắt lần đầu năm 1980.

## Nội dung
Nikodem Dyzma vốn dĩ chỉ là một anh thủ thư quèn, sống ở một thị trấn nhỏ miền Nam Ba Lan. Thế rồi một ngày nọ anh ta quyết định lên thủ đô Warsaw (vào giai đoạn trước Thế chiến II, thủ đô Ba Lan nằm ở một tỉnh miền Đông, được gọi là Kresy) thử vận may.
Khi đang lang thang ở một ga đường sắt Warsaw, Nikodem tình cờ nhặt được một thiệp mời tới dự tiệc ở tư gia một quan chức cấp cao, bụng đang đói mà tiền thì hết, anh ta đánh liều mò tới. Trong lúc khách khứa ra vào tấp nập, không ai để ý tới một gã ăn mặc bảnh bao đang khệ nệ bưng một đĩa salad to và chén lấy chén để. Thình lình có một người to béo đi qua, vô tình huých khuỷu tay làm cái đĩa thức ăn đầy ắp tuột khỏi tay gã Nikodem may mắn rơi tung tóe xuống sàn, giật mình ngoảnh lại với bộ mặt cáu bẳn, Nikodem chớp lời: "Đồ thổ tả !", gã kia hoảng hồn xin lỗi rối rít.
Chẳng ngờ câu buột miệng ấy đã thay đổi cả đời Nikodem Dyzma. Tên béo vốn là Đổng lý Văn phòng Thủ tướng, khét tiếng cửa quyền, hách dịch, bọn quan chức thấp cổ bé họng chẳng ai ưa. Bởi vậy bỗng đâu có kẻ nhiếc hắn, bọn họ vô cùng hởi lòng hởi dạ, vội xúm vào bắt chuyện làm quen với gã trai nọ. Cũng từ buổi tiệc ấy, Nikodem Dyzma đã nhanh chóng kết thân được với một điền chủ giàu nhất miền Đông. Đó là lão Kunicki.
Lầm tưởng Nikodem là một "nhân vật tiếng tăm" nào đó, sẵn muốn gia tăng mối lợi, Kunicki đã ra sức vời Nikodem về làm quản lý nông trang cho mình. Từ đây, con đường "nở mày nở mặt" đã rộng rãi sáng sủa trước mặt anh chàng Nikodem Dyzma mắn số, hết cô con gái yêu lại đến cô vợ trẻ của lão Kunicki - Nina - lần lượt phải lòng y.
Dần dần, nhờ những mối thân quen xoay quanh nhà Kunicki và biết tận dụng mọi cơ hội vừa đến, Nikodem Dyzma - anh chàng bưu tá nghèo nhất thiên hạ đã ngoi lên tới vị trí đỉnh cao trong bộ máy quyền lực nước Cộng hòa Ba Lan và chỉ chút nữa thôi là chiếc ghế Thủ tướng đã thuộc về anh ta.

## Diễn viên
- Roman Wilhelmi - Nikodem Dyzma
- Grażyna Barszczewska - Nina Ponimirska żona Kunika
- Leonard Pietraszak - pułkownik Wacław Wareda
- Bogusz Bilewski - wiceminister Jan Ulanicki
- Wojciech Pokora - Żorżyk Ponimirski brat Niny
- Jerzy Bończak - Zygmunt Krzepicki sekretarz Dyzmy
- Bronisław Pawlik - Leon Kunik
- Halina Golanko - Mańka Barcik córka Barcików, prostytutka
- Tadeusz Pluciński - minister rolnictwa Jan Maria Jaszuński
- Ewa Szykulska – hrabina Krystyna Koniecpolska
- Izabela Trojanowska - Kasia-córka Kunika z pierwszego małżeństwa
- Witold Pyrkosz - akordeonista Ambroziak
- Mariusz Dmochowski - Jan Terkowski szef gabinetu premiera
- Igor Śmiałowski - książę Roztocki
- Arkadiusz Bazak - komisarz policji Rajch
- Mieczysław Czechowicz - dyrektor Olszewski
- Krystyna Ciechomska - hrabina Genowefa Przełęska -ciotka Ponimirskich
- Edward Wichura - Józef Boczek dawny pryncypał Dyzmy
- Bohdan Łazuka - piosenkarz-tancerz w "Oazie"
- Hanna Stankówna - księżna Janetta Roztocka
- Liliana Głąbczyńska - hrabianka Marietta Czarska
- Hanna Pląskowska - hrabianka Iwona Czarska
- Alicja Jachiewicz - Renata dama z towarzystwa
- Ewa Ziętek - Helena dama z towarzystwa
- Hanna Balińska - Bibiana dama z towarzystwa
- Barbara Brylska - Evita dama z towarzystwa
- Zofia Merle - Walentowa Barcik gospodyni Dyzmy
- Jan Mayzel - Walenty Barcik
- Zygmunt Zintel - szynkarz Malinowski
- Janusz Bylczyński - Wandryszewski dyrektor w Banku Zbożowym
- Andrzej Krasicki - minister skarbu
- Joanna Kasperska - prostytutka
- Marian Rułka - Czerpak naczelnik wydziału w Ministerstwie Komunikacji
- Witold Skaruch - Litwinek dyrektor gabinetu Prezydenta Rzeczypospolitej
- Włodzimierz Musiał - Pilchen minister komunikacji
- Lech Ordon - dyrektor lokalu
- Włodzimierz Skoczylas - adwokat Dyzmy
- Czesław Lasota - szofer Ignacy
- Jan Łopuszniak - Antoni służący w Koborowie
- Barbara Burska - służąca Kunickich
- Wojciech Zagórski - Leon służący Kunickich'
- Juliusz Lisowski - Feliks lokaj Dyzmy
- Bolesław Woźniak - śpiewak uliczny
- Tadeusz Kożusznik

## Ê-kíp
- Thiết kế Mĩ thuật: Andrzej Halinski
- Âm nhạc: Piotr Marczewski
- Quay phim: Zbigniew Hartwig, Jerzy Kmin, Józef Letkier
- Dựng phim: Marek Nowicki